# Pharsalia pulchroides
Pharsalia pulchroides là một loài bọ cánh cứng trong họ Cerambycidae.